# جشنة زيتونية الظهر
جشنة زيتونية الظهر (الاسم العلمي: Anthus hodgsoni) (بالإنجليزية: Olive-backed Pipit)‏ هو طائر صغير من الجواثم ينتمي لفصيلة التمرة وأم عجلان.